# 2016 في أنغولا
تسرد هذه المقالة الأحداث من عام 2016 في  أنغولا.

## في السلطة
- الرئيس : خوسيه إدواردو دوس سانتوس
- نائب الرئيس : مانويل فيسينتي

## أحداث
- 20 يناير – 2016 تفشي الحمى الصفراء في أنغولا وجمهورية الكونغو الديمقراطية

### رياضة
- 5-21 أغسطس – أنغولا في دورة الألعاب الأولمبية الصيفية 2016 : 25 متنافسًا في 7 رياضات

## وفيات
- 27 فبراير – لوسيو لارا، سياسي (مواليد 1929). [1]

- 3 يونيو – هنريكي نزيتا تياغو، سياسي انفصالي (مواليد 1927). [2]